# Raionul Edineț
Raionul Edineţ ( moldaviska: Районул Единец, Raionul Edineț, ryska: Единецкий район) är ett distrikt i Moldavien. Det ligger i den nordvästra delen av landet. Antalet invånare är 82 500. Arean är 933 kvadratkilometer. Huvudort är Edineț. I distriktet ligger höglandet Podișul Moldovei de Nord. 